# Massaguel
Massaguel est une commune française située dans le département du Tarn, en région Occitanie. Sur le plan historique et culturel, la commune est dans le Castrais, un territoire essentiellement agricole, entre la rive droite de l'Agout au sud et son affluent, le Dadou, au nord.
Exposée à un climat océanique altéré, elle est drainée par le ruisseau de Sant, le ruisseau du Perche, le ruisseau du Lézérou et par divers autres petits cours d'eau. Incluse dans le parc naturel régional du Haut-Languedoc, la commune possède un patrimoine naturel remarquable : un site Natura 2000 (la « Montagne Noire occidentale ») et trois zones naturelles d'intérêt écologique, faunistique et floristique.
Massaguel est une commune rurale qui compte 346 habitants en 2022.  Elle fait partie de l'aire d'attraction de Castres. Ses habitants sont appelés les Massaguelois ou  Massagueloises.

## Géographie

### Localisation
Commune située au pied de la montagne Noire, dans le parc naturel régional du Haut-Languedoc.
Massaguel se situe en retrait de Dourgne, au pied même de la montagne Noire, en situation de carrefour, reliant ainsi Verdalle et Soual. Elle se situe à 13 km au sud de Castres, à 35 km au nord-ouest de Carcassonne et à 60 km à l'est de Toulouse.

### Communes limitrophes
|         |           | Verdalle |
| Dourgne | Massaguel |          |
|         | Arfons    |          |

### Hydrographie
La commune est dans le bassin de la Garonne, au sein du bassin hydrographique Adour-Garonne. Elle est drainée par le ruisseau de Sant, le ruisseau du Perche, le ruisseau du Lézérou, Rec Prastié, le ruisseau de la Peyre, le ruisseau de la Vialette, le ruisseau de Rieu Grand et par divers petits cours d'eau, qui constituent un réseau hydrographique de 15 km de longueur totale,.
Le ruisseau de Sant, d'une longueur totale de 18,3 km, prend sa source dans la commune d'Arfons et s'écoule du sud-est vers le nord-ouest. Il traverse la commune et se jette dans le Sor à Soual, après avoir traversé 4 communes.
Le ruisseau du Perche, d'une longueur totale de 10,5 km, prend sa source dans la commune de Verdalle et s'écoule vers le nord. Il traverse la commune et se jette dans le ruisseau du Bernazobre à Viviers-lès-Montagnes, après avoir traversé 3 communes.

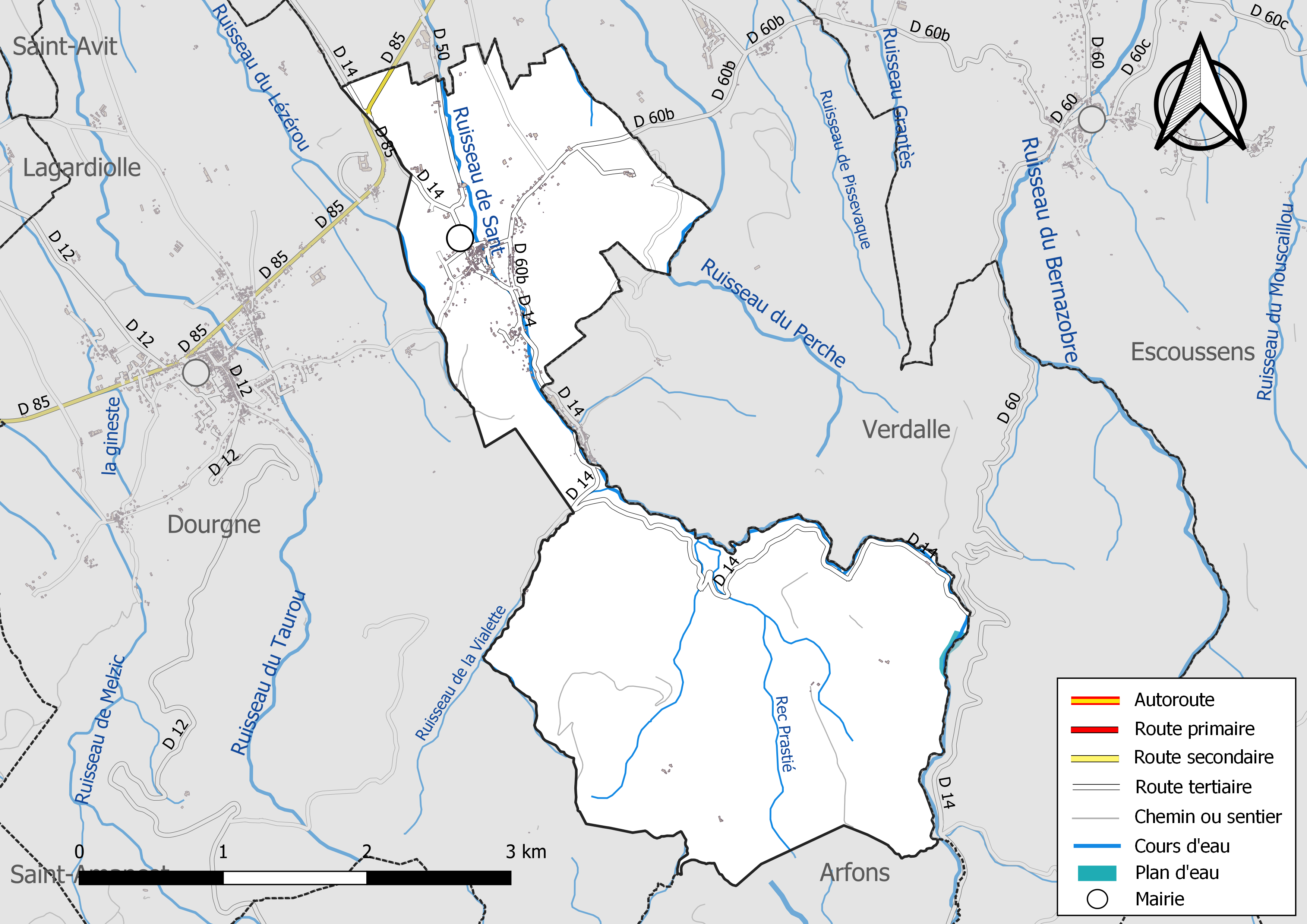
Réseaux hydrographique et routier de Massaguel.

### Climat
Pour des articles plus généraux, voir Climat de l'Occitanie et Climat du Tarn.
En 2010, le climat de la commune est de type climat océanique altéré, selon une étude du Centre national de la recherche scientifique s'appuyant sur une série de données couvrant la période 1971-2000. En 2020, Météo-France publie une typologie des climats de la France métropolitaine dans laquelle la commune est toujours exposée à un climat océanique altéré et est dans la région climatique Aquitaine, Gascogne, caractérisée par une pluviométrie abondante au printemps, modérée en automne, un faible ensoleillement au printemps, un été chaud (19,5 °C), des vents faibles, des brouillards fréquents en automne et en hiver et des orages fréquents en été (15 à 20 jours).
Pour la période 1971-2000, la température annuelle moyenne est de 13 °C, avec une amplitude thermique annuelle de 15,6 °C. Le cumul annuel moyen de précipitations est de 904 mm, avec 9,1 jours de précipitations en janvier et 5,4 jours en juillet. Pour la période 1991-2020, la température moyenne annuelle observée sur la station météorologique de Météo-France la plus proche, « Dourgne », sur la commune de Dourgne à 2 km à vol d'oiseau, est de 13,8 °C et le cumul annuel moyen de précipitations est de 896,4 mm. 
La température maximale relevée sur cette station est de 41,8 °C, atteinte le 23 août 2023 ; la température minimale est de −19,5 °C, atteinte le 16 janvier 1985,,.
Les paramètres climatiques de la commune ont été estimés pour le milieu du siècle (2041-2070) selon différents scénarios d'émission de gaz à effet de serre à partir des nouvelles projections climatiques de référence DRIAS-2020. Ils sont consultables sur un site dédié publié par Météo-France en novembre 2022.

### Voies de communication et transports
La ligne 761 du réseau régional liO assure la desserte de la commune, en la reliant à Castres et à Revel.

### Milieux naturels et biodiversité

#### Espaces protégés
La protection réglementaire est le mode d’intervention le plus fort pour préserver des espaces naturels remarquables et leur biodiversité associée,.
La commune fait partie du parc naturel régional du Haut-Languedoc, créé en 1973 et d'une superficie de 307 184 ha, qui s'étend sur 118 communes et deux départements. Implanté de part et d’autre de la ligne de partage des eaux entre Océan Atlantique et mer Méditerranée, ce territoire est un véritable balcon dominant les plaines viticoles du Languedoc et les étendues céréalières du Lauragais,

#### Réseau Natura 2000

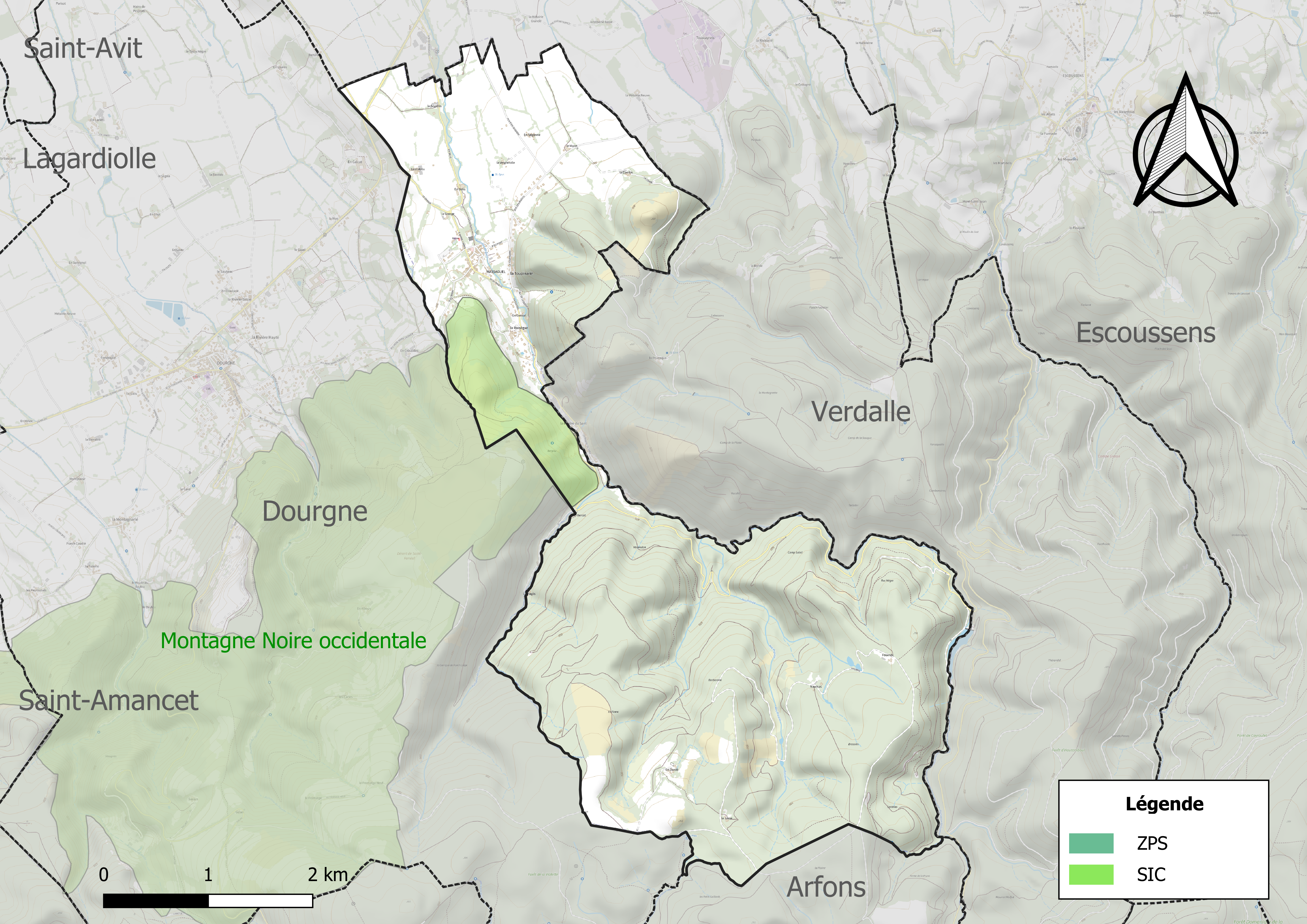
Site Natura 2000 sur le territoire communal.

Le réseau Natura 2000 est un réseau écologique européen de sites naturels d'intérêt écologique élaboré à partir des directives habitats et oiseaux, constitué de zones spéciales de conservation (ZSC) et de zones de protection spéciale (ZPS).
Un site Natura 2000 a été défini sur la commune au titre de la directive habitats : la « Montagne Noire occidentale », d'une superficie de 1 915 ha, avec des vallées encaissées qui abritent la dernière population au sud du massif central pour la Loutre.

#### Zones naturelles d'intérêt écologique, faunistique et floristique
L’inventaire des zones naturelles d'intérêt écologique, faunistique et floristique (ZNIEFF) a pour objectif de réaliser une couverture des zones les plus intéressantes sur le plan écologique, essentiellement dans la perspective d’améliorer la connaissance du patrimoine naturel national et de fournir aux différents décideurs un outil d’aide à la prise en compte de l’environnement dans l’aménagement du territoire.
Deux ZNIEFF de type 1 sont recensées sur la commune :
les « forêts d'Hautaniboul, de Cayroulet et du Pas du Sant » (3 742 ha), couvrant 7 communes dont une dans l'Aude et six dans le Tarn, et 
la « vallée de Baylou et Désert de Saint-Ferréol » (2 206 ha), couvrant 6 communes du département
et une ZNIEFF de type 2, : 
la « montagne Noire (versant Nord) » (31 971 ha), couvrant 37 communes dont 14 dans l'Aude, deux dans la Haute-Garonne, trois dans l'Hérault et 18 dans le Tarn.

Carte des ZNIEFF de type 1 et 2 à Massaguel.
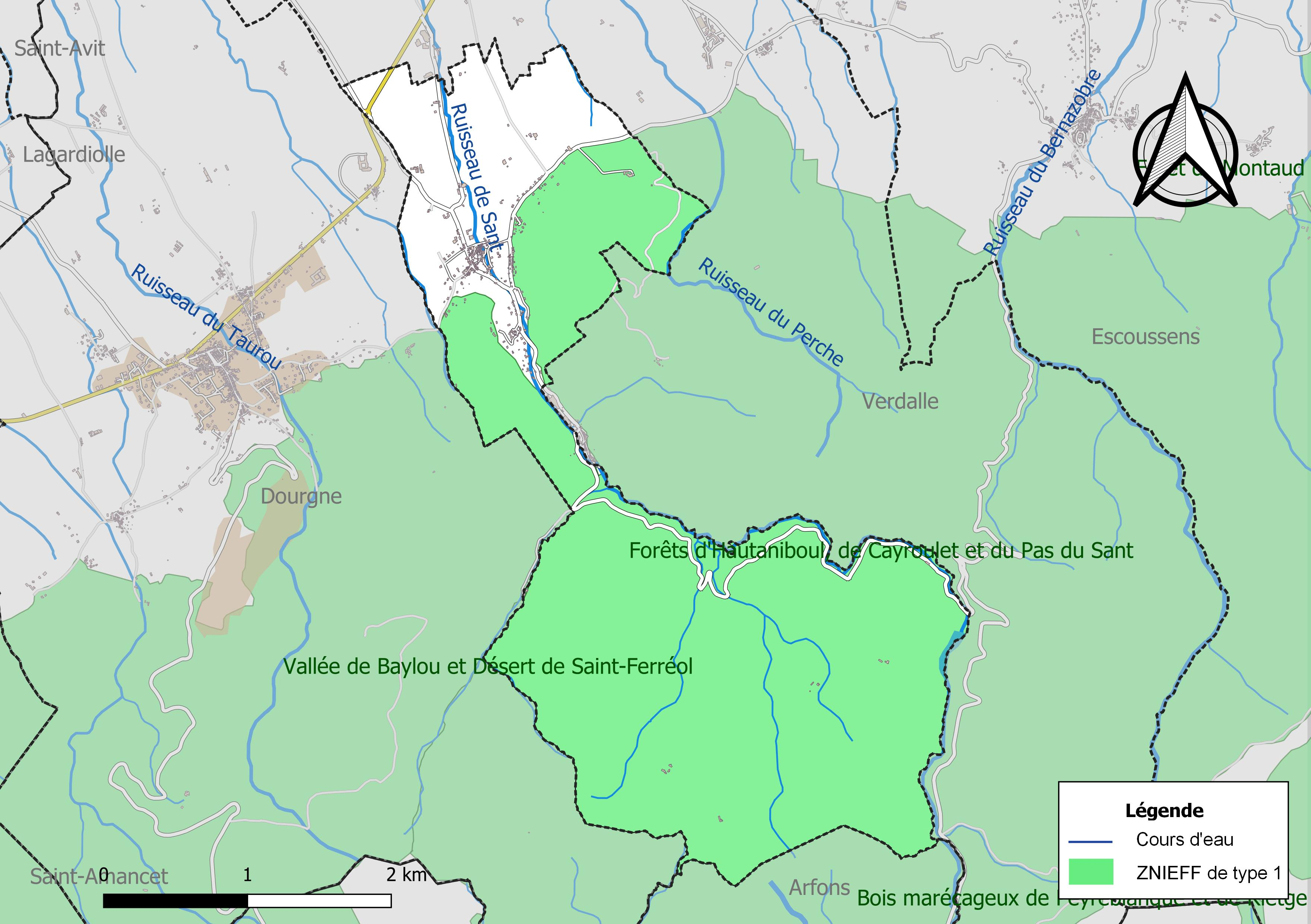
Carte des ZNIEFF de type 1 sur la commune.
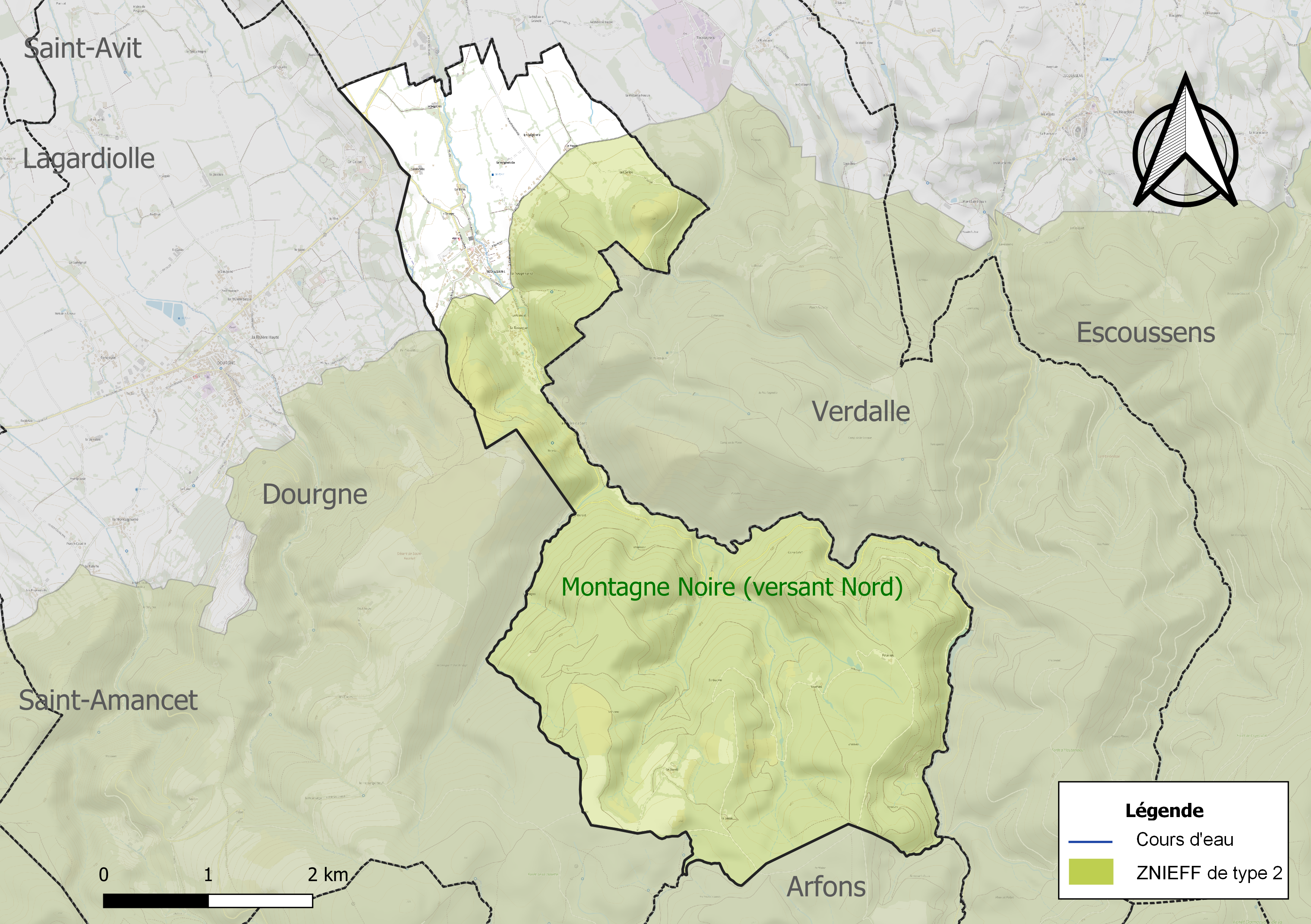
Carte de la ZNIEFF de type 2 sur la commune.

## Urbanisme

### Typologie
Au 1er janvier 2024, Massaguel est catégorisée commune rurale à habitat dispersé, selon la nouvelle grille communale de densité à sept niveaux définie par l'Insee en 2022.
Elle est située hors unité urbaine. Par ailleurs la commune fait partie de l'aire d'attraction de Castres, dont elle est une commune de la couronne,. Cette aire, qui regroupe 55 communes, est catégorisée dans les aires de 50 000 à moins de 200 000 habitants,.

### Occupation des sols
L'occupation des sols de la commune, telle qu'elle ressort de la base de données européenne d’occupation biophysique des sols Corine Land Cover (CLC), est marquée par l'importance des forêts et milieux semi-naturels (73,5 % en 2018), en augmentation par rapport à 1990 (69,1 %). La répartition détaillée en 2018 est la suivante : 
forêts (69,2 %), prairies (21,7 %), milieux à végétation arbustive et/ou herbacée (4,3 %), zones agricoles hétérogènes (3,4 %), terres arables (1,4 %). L'évolution de l’occupation des sols de la commune et de ses infrastructures peut être observée sur les différentes représentations cartographiques du territoire : la carte de Cassini (XVIIIe siècle), la carte d'état-major (1820-1866) et les cartes ou photos aériennes de l'IGN pour la période actuelle (1950 à aujourd'hui).

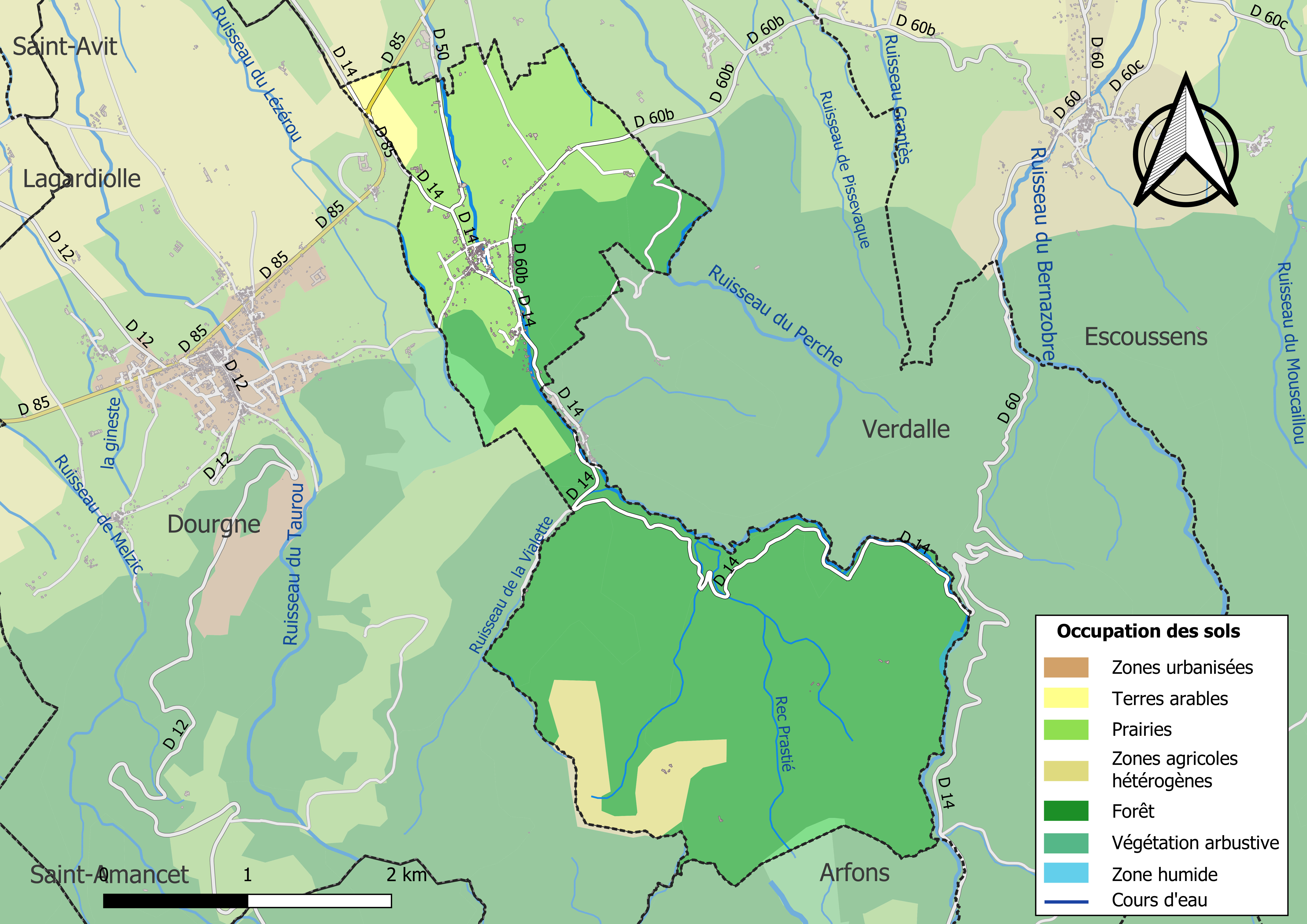
Carte des infrastructures et de l'occupation des sols de la commune en 2018 (CLC).

### Risques majeurs
Le territoire de la commune de Massaguel est vulnérable à différents aléas naturels : météorologiques (tempête, orage, neige, grand froid, canicule ou sécheresse), inondations, feux de forêts, mouvements de terrains et séisme (sismicité très faible). Il est également exposé à un risque technologique,  le transport de matières dangereuses, et à un risque particulier : le risque de radon. Un site publié par le BRGM permet d'évaluer simplement et rapidement les risques d'un bien localisé soit par son adresse soit par le numéro de sa parcelle.

#### Risques naturels
Certaines parties du territoire communal sont susceptibles d’être affectées par le risque d’inondation par débordement de cours d'eau, notamment le ruisseau de Sant et le ruisseau du Perche. La cartographie des zones inondables en ex-Midi-Pyrénées réalisée dans le cadre du XIe Contrat de plan État-région, visant à informer les citoyens et les décideurs sur le risque d’inondation, est accessible sur le site de la DREAL Occitanie. La commune a été reconnue en état de catastrophe naturelle au titre des dommages causés par les inondations et coulées de boue survenues en 1982, 1992, 2000 et 2013,.
Massaguel est exposée au risque de feu de forêt. En 2022, il n'existe pas de Plan de Prévention des Risques incendie de forêt (PPRif). Le débroussaillement aux abords des maisons constitue l’une des meilleures protections pour les particuliers contre le feu,.

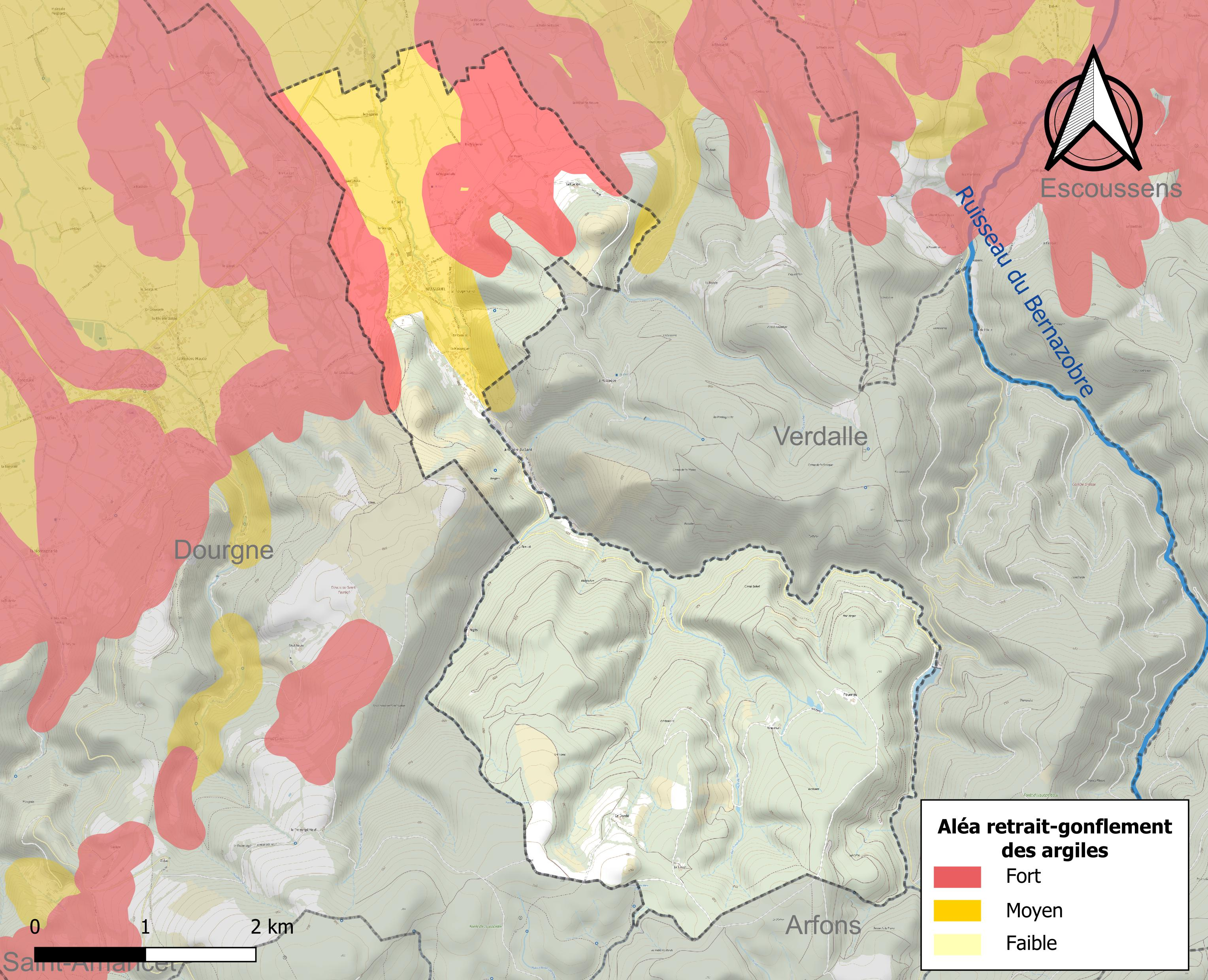
Carte des zones d'aléa retrait-gonflement des sols argileux de Massaguel.

La commune est vulnérable au risque de mouvements de terrains constitué principalement du retrait-gonflement des sols argileux. Cet aléa est susceptible d'engendrer des dommages importants aux bâtiments en cas d’alternance de périodes de sécheresse et de pluie. 25,8 % de la superficie communale est en aléa moyen ou fort (76,3 % au niveau départemental et 48,5 % au niveau national). Sur les 239 bâtiments dénombrés sur la commune en 2019, 219 sont en aléa moyen ou fort, soit 92 %, à comparer aux 90 % au niveau départemental et 54 % au niveau national. Une cartographie de l'exposition du territoire national au retrait gonflement des sols argileux est disponible sur le site du BRGM,.
Par ailleurs, afin de mieux appréhender le risque d’affaissement de terrain, l'inventaire national des cavités souterraines permet de localiser celles situées sur la commune.

#### Risques technologiques
Le risque de transport de matières dangereuses sur la commune est lié à sa traversée par des infrastructures routières ou ferroviaires importantes ou la présence d'une canalisation de transport d'hydrocarbures. Un accident se produisant sur de telles infrastructures est susceptible d’avoir des effets graves sur les biens, les personnes ou l'environnement, selon la nature du matériau transporté. Des dispositions d’urbanisme peuvent être préconisées en conséquence.

#### Risque particulier
Dans plusieurs parties du territoire national, le radon, accumulé dans certains logements ou autres locaux, peut constituer une source significative d’exposition de la population aux rayonnements ionisants. Certaines communes du département sont concernées par le risque radon à un niveau plus ou moins élevé. Selon la classification de 2018, la commune de Massaguel est classée en zone 3, à savoir zone à potentiel radon significatif.

## Toponymie
Le village de Massaguel, haut lieu historique tarnais, fut construit bien longtemps avant que les cadastres soient créés. Il est donc difficile de savoir à quel moment exact le village fut construit.
Il semblerait qu'aux alentours de 1152, le nom du village fut alors « Macaguel ».
Selon certains, Massaguel serait un diminutif de « Massac » qui proviendrait du nom d'un Romain « Maccius ».
Selon d'autres sources, la présence d'une grosse nappe d'eau souterraine expliquerait le nom (« masse de agua », transformée au fil du temps et de l'eau).

## Histoire

### Époque romaine
Longtemps, Massaguel fut un allié fidèle à Toulouse. Lors de la révolte des Volques Tectosages en 107 av. J.-C., Massaguel soutient évidemment Toulouse. Le village devra payer un tribut à Rome, rassemblant six cochons, vingt poulets, et deux hectares de récolte. Mais contrairement à la ville rose, qui deviendra romaine, Massaguel restera indépendant, puisque situé sur la frontière avec la région narbonnaise.

### Moyen Âge
Plaque tournante du commerce tarnais au Moyen Âge, Massaguel offrit une résistance acharnée à Simon de Montfort, qui parvint tout de même à en venir à bout, lors de la croisade des Albigeois.
Les protestants prirent le contrôle du château en 1569, lors des troubles entre protestants et catholiques.

### Héraldique
| Massaguel | Son blasonnement est : D'argent au pal bretessé de sinople. |

## Politique et administration
| Période                                  | Période  | Identité     | Étiquette      | Qualité |
| ---------------------------------------- | -------- | ------------ | -------------- | ------- |
| Les données manquantes sont à compléter. |          |              |                |         |
| mars 2001                                | En cours | Michel Orcan | Sans étiquette |         |

## Démographie
| 1793 | 1800 | 1806 | 1821 | 1831 | 1836 | 1841 | 1846 | 1851 |
| ---- | ---- | ---- | ---- | ---- | ---- | ---- | ---- | ---- |
| 481  | 493  | 561  | 503  | 527  | 603  | 607  | 600  | 572  |

| 1856 | 1861 | 1866 | 1872 | 1876 | 1881 | 1886 | 1891 | 1896 |
| ---- | ---- | ---- | ---- | ---- | ---- | ---- | ---- | ---- |
| 527  | 453  | 447  | 478  | 497  | 527  | 550  | 552  | 547  |

| 1901 | 1906 | 1911 | 1921 | 1926 | 1931 | 1936 | 1946 | 1954 |
| ---- | ---- | ---- | ---- | ---- | ---- | ---- | ---- | ---- |
| 516  | 520  | 526  | 466  | 503  | 501  | 419  | 387  | 372  |

| 1962 | 1968 | 1975 | 1982 | 1990 | 1999 | 2005 | 2006 | 2010 |
| ---- | ---- | ---- | ---- | ---- | ---- | ---- | ---- | ---- |
| 347  | 382  | 374  | 380  | 385  | 401  | 438  | 439  | 422  |

| 2015 | 2020 | 2022 | - | - | - | - | - | - |
| ---- | ---- | ---- | - | - | - | - | - | - |
| 412  | 355  | 346  | - | - | - | - | - | - |

## Économie

### Revenus
En 2018, la commune compte 187 ménages fiscaux, regroupant 387 personnes. La médiane du revenu disponible par unité de consommation est de 20 280 € (20 400 € dans le département).

### Emploi
|                | 2008   | 2013   | 2018 |
| -------------- | ------ | ------ | ---- |
| Commune        | 12,2 % | 13,7 % | 12 % |
| Département    | 8,2 %  | 9,9 %  | 10 % |
| France entière | 8,3 %  | 10 %   | 10 % |

En 2018, la population âgée de 15 à 64 ans s'élève à 200 personnes, parmi lesquelles on compte 77 % d'actifs (65 % ayant un emploi et 12 % de chômeurs) et 23 % d'inactifs,. Depuis 2008, le taux de chômage communal (au sens du recensement) des 15-64 ans est supérieur à celui de la France et du département.
La commune fait partie de la couronne de l'aire d'attraction de Castres, du fait qu'au moins 15 % des actifs travaillent dans le pôle,. Elle compte 32 emplois en 2018, contre 45 en 2013 et 45 en 2008. Le nombre d'actifs ayant un emploi résidant dans la commune est de 132, soit un indicateur de concentration d'emploi de 24,2 % et un taux d'activité parmi les 15 ans ou plus de 45,8 %.
Sur ces 132 actifs de 15 ans ou plus ayant un emploi, 19 travaillent dans la commune, soit 14 % des habitants. Pour se rendre au travail, 88,4 % des habitants utilisent un véhicule personnel ou de fonction à quatre roues, 2,5 % les transports en commun, 6,7 % s'y rendent en deux-roues, à vélo ou à pied et 2,5 % n'ont pas besoin de transport (travail au domicile).

### Activités hors agriculture
18 établissements sont implantés  à Massaguel au 31 décembre 2019.
Le secteur de l'administration publique, l'enseignement, la santé humaine et l'action sociale est prépondérant sur la commune puisqu'il représente 16,7 % du nombre total d'établissements de la commune (3 sur les 18 entreprises implantées  à Massaguel), contre 15,5 % au niveau départemental.

### Agriculture
|               | 1988 | 2000 | 2010 | 2020 |
| ------------- | ---- | ---- | ---- | ---- |
| Exploitations | 10   | 7    | 2    | 2    |
| SAU (ha)      | 248  | 194  | 48   | 161  |

La commune est dans la Montagne Noire, une petite région agricole située dans le sud du département du Tarn. En 2020, l'orientation technico-économique de l'agriculture  sur la commune est l'élevage d'équidés et/ou d' autres herbivores. Deux exploitations agricoles ayant leur siège dans la commune sont dénombrées lors du recensement agricole de 2020 (dix en 1988). La superficie agricole utilisée est de 161 ha,,.

## Culture locale et patrimoine

### Lieux et monuments
- Le château de Massaguel, du XIIIe siècle, qui a pris la suite du château de Contrast ruiné par Simon de Montfort lors des affrontements survenus au cours de la croisade des Albigeois.
- Église Saint-Jean de Massaguel où dom Robert a réalisé la seule fresque murale de tout son répertoire artistique, représentant des colombes s'abreuvant à une fontaine. L'œuvre se trouve derrière l'autel, et fait donc face aux personnes venues assister à la messe. Le tabernacle est l'œuvre du sculpteur et diacre Jacques Dieudonné dont on trouve le travail dans de nombreuses églises en Europe. L'édifice est référencé dans la base Mérimée et à l'Inventaire général Région Occitanie[42].
- Le monument aux morts date de 1920 ; il est encadré de deux obus datant de la Grande Guerre, le village ayant lourdement contribué à l'effort de guerre. Il est fait mention des deux guerres (1914-1918 et 1939-1945) sur l'épitaphe, séparée en deux par une épée pointant vers le sol, mais ayant la particularité d'être à double tranchant.
- Ruines du château de Contrast[43]

### Personnalités liées à la commune
- Dom Robert, qui réalisa une fresque dans l'église.
- Hermine David (1886 - 1970), peintre et graveur français, y vécut en octobre 1939, chez madame Boulouis.